# Gare de Vinça
Gare de Vinça – przystanek kolejowy w Vinça, w departamencie Pireneje Wschodnie, w regionie Oksytania, we Francji. Jest zarządzany przez SNCF (budynek dworca) i przez RFF (infrastruktura).
Został otwarty w 1877 przez État, a w 1884 stał się częścią Compagnie des chemins de fer du Midi et du Canal latéral à la Garonne. Przystanek jest obsługiwana przez pociągi TER Languedoc-Roussillon.

## Położenie
Znajduje się na linii Perpignan – Villefranche - Vernet-les-Bains, w km 498,224, pomiędzy stacjami Ille-sur-Têt i Marquixanes, na wysokości 247 m n.p.m.

## Linie kolejowe
- Perpignan – Villefranche - Vernet-les-Bains